# Komárov (Boemia centrale)
Komárov è un comune mercato della Repubblica Ceca facente parte del distretto di Beroun, in Boemia Centrale.